# リーグ・ワン・バレーボール
リーグ・ワン・バレーボール（League One Volleyball）は、アメリカ合衆国の女子プロバレーボールリーグである。2025年1月に開幕。通称はLOVB（ラブ）。

## 概要
2021年10月にプロリーグの創設が発表される。
2023年3月9日にアトランタとヒューストンを本拠地とするチームの創設を発表。各チームはオリンピックメダル獲得経験者を「創設アスリート」として、アトランタはファビアナ・クラウジノとケルシー・ロビンソン＝クックを、ヒューストンはマイカ・ハンコックとジョーダン・トンプソンが所属となることを発表した。
4月27日、ローレン・カーリニを創設アスリートとしたマディソンのチーム設立が発表された。
6月5日、4番目の都市としてソルトレイクシティが発表され、ジョーディン・ポールターとヘイリー・ワシントンが創設アスリートとなった。
8月にオマハでのチーム創設が、12月に創設アスリートとしてジャスティン・ウォン＝オランテスが発表された。
12月、カーリー・ロイドを創設アスリートとしたオースティンが最後のチーム本拠地として発表された。
2024年5月、メディア契約として10試合のESPNでの放送と18試合のESPN+でのストリーミング配信が決定。7月に日程が発表された。
米国外に向けてはDAZNにてグローバル配信されている他、東南アジアへは韓国発のスポーツ専門局であるSPOTVが配信している。
2025年1月8日、ソルトレイク対アトランタ戦で開幕。同年4月8日にプレーオフ決勝が行われ、オースティンが初代王者となった。

## 所属チーム
| チーム           | 本拠地                     | 会場                                                                | 収容人数     | 参加年 |
| ---------------- | -------------------------- | ------------------------------------------------------------------- | ------------ | ------ |
| LOVBアトランタ   | ジョージア州カレッジパーク | ゲートウェイ・センター・アリーナ                                    | 3,500        | 2025   |
| LOVBオースティン | テキサス州オースティン     | H-E-Bセンター ストラハン・アリーナ                                  | 8,700 10,000 | 2025   |
| LOVBヒューストン | テキサス州ローゼンバーグ   | フォートベンド・エピセンター                                        | 10,000       | 2025   |
| LOVBマディソン   | ウィスコンシン州マディソン | ウィスコンシン・フィールドハウス アリアント・エナジー・センター     | 7,540 7,432  | 2025   |
| LOVBオマハ       | ネブラスカ州オマハ         | リバティー・ファースト信用組合アリーナ バクスター・アリーナ         | 4,600 7,898  | 2025   |
| LOVBソルトレイク | ユタ州ソルトレイクシティ   | ライフタイム・アクティヴィティーズ・センター マーベリック・センター | 5,000 12,500 | 2025   |